# 轨道速度
天体，一般是行星，天然卫星或人造卫星以及聚星系统中的恒星的轨道速度，是指该天体环绕系统的质心，通常是一个较大质量天体运转的速度。它即可被用来表示天体完成一周运转的平均轨道速度，也可指其瞬间轨道速度，即其运行在某个特定点上的速度。
天体运行在轨道任一点上的速度能够通过该点与中心天体的距离计算出来；而天体的轨道能量则与其所在位置无关，轨道能量等于动能加势能之和。
故，在理想状态下轨道速度 {\displaystyle v\,} 为：
- 普通情况下：{\displaystyle v={\sqrt {2\left({\mu  \over {r}}+{\epsilon }\right)}}}
  - 环形轨道: {\displaystyle v={\sqrt {\mu  \over {r}}}}
  - 椭圆轨道: {\displaystyle v={\sqrt {\mu \left({2 \over {r}}-{1 \over {a}}\right)}}}
  - 抛物线轨道: {\displaystyle v={\sqrt {\mu \left({2 \over {r}}\right)}}}
  - 双曲线轨道: {\displaystyle v={\sqrt {\mu \left({2 \over {r}}+{1 \over {a}}\right)}}}

其中：
- {\displaystyle \mu \,}为标准重力参数
- {\displaystyle r\,}表示运行天体与中心天体之间的距离
- {\displaystyle \epsilon \,}表示天体在某一特定点上所具有的轨道能量
- {\displaystyle a\,\!} 为半长轴

其中要注意的是，决定轨道速度的是半长轴的长度，而非离心率。

## 径向轨迹
在天体径向运动的情形下：
- 如果轨道能量非负值，则该天体正在远离或接近中心天体；轨道能量为0的情况，则参见逃逸轨道和捕获轨道。
- 如果轨道能量为负值，则表示该天体最初阶段正在远离中心天体，行至r=μ/|ε|处时，再次开始接近中心天体。这是离心率接近于1的椭圆轨道上可能出现的极端情况，该种椭圆轨道的另一端则接近中心天体的中心，参见自由落体时间。

## 轨道速度
基于角动量守恒定律或开普勒第二定律，轨道速度将与运动天体和中心天体之间的距离成反比，即不論该天体运动至其轨道的任何位置，在規定的时间内，连接运动天体和中心天体的一条假想线扫过轨道面的面积是恒定的。这意味着天体在其近拱点附近的运动速度快于远拱点附近的速度。

## 平均轨道速度
对于轨道离心率相对较小的天体来说，轨道长度接近于一个圆周的周长，此时通过观测天体的轨道周期和轨道长半轴，或已知运动天体和中心天体的质量以及轨道长半轴，即可约略得出其平均轨道速度。
{\displaystyle v_{o}\approx {2\pi a \over T}}
{\displaystyle v_{o}\approx {\sqrt {\mu  \over a}}}
此处{\displaystyle v_{o}\,\!}表示轨道速度，{\displaystyle a\,\!}表示轨道长半轴的长度，{\displaystyle T\,\!}表示轨道周期，{\displaystyle \mu \,\!}表示标准重力参数。
注意这只是对平均轨道速度的粗略计算，且只适用于运动天体的质量远小于中心天体，离心率接近于0的情况。
如果考虑运动天体本身的质量因素，则：
{\displaystyle v_{o}\approx {\sqrt {m_{2}^{2}G \over (m_{1}+m_{2})r}}}
此处{\displaystyle m_{1}\,\!}表示运动天体的质量，{\displaystyle m_{2}\,\!}表示中心天体的质量，{\displaystyle r\,\!}表示当运动天体运动至轨道某一点时其与中心天体的距离（此距离为两天体质心之间的距离），{\displaystyle G\,\!}为万有引力常数。以上仍然只是一个简化公式，并未考虑到椭圆轨道的情况，但是该公式已经可以适用于两个天体质量相近的情况了。
而对在偏心轨道上环绕一个质量较其大很多的中心天体运行的天体来说，轨道长度随着离心率{\displaystyle e\,\!}的增大而减小；考虑到离心率因素能够更精确的计算平均轨道速度：
{\displaystyle v_{o}={\frac {2\pi a}{T}}\left[1-{\frac {1}{4}}e^{2}-{\frac {3}{64}}e^{4}-{\frac {5}{256}}e^{6}-{\frac {175}{16384}}e^{8}-\dots \right]}
这意味着平均轨道速度随着轨道离心率的增大而降低。